# Carlos Jordán de Urriés
Carlos Jordan de Urriès y Pérez Salanova, nacido Huesca, España, y muerto el 8 de octubre de 1420 en Roma, fue un cardenal español, creado por el antipapa de Aviñón Benedicto XIII.

## Biografía
Carlos Jordan de Urriès y Pérez Salanova fue creado cardenal en el consistorio del 22 de septiembre de 1408 por el antipapa Benedicto XIII. En 1409 Urries escribió un tratado para defender a Benedicto XIII contra los cardenales del Concilio de Pisa. El antipapa lo nombró sacristán de la catedral de Huesca. El cardenal Urries siguió fiel a Benedicto contra los deseos del rey Alfonso V de Aragón, pero en 1417, junto con otros dos cardenales, Pedro de Fonseca y Alonso de Carrillo, pide a Benedicto XIII que abdique para terminar con el cisma. El papa Luna depone a los tres. Urries no participó en el Cónclave de 1417, que eligió a Martín V, pero el nuevo papa les rehabilitó en sus dignidades en 1418.
| Predecesor: Miguel de Zalba | Cardenal de San Jorge en Velabro 1408-1418 | Sucesor: Prospero Colonna |

- Datos: Q2939377